# Miloslav Stingl

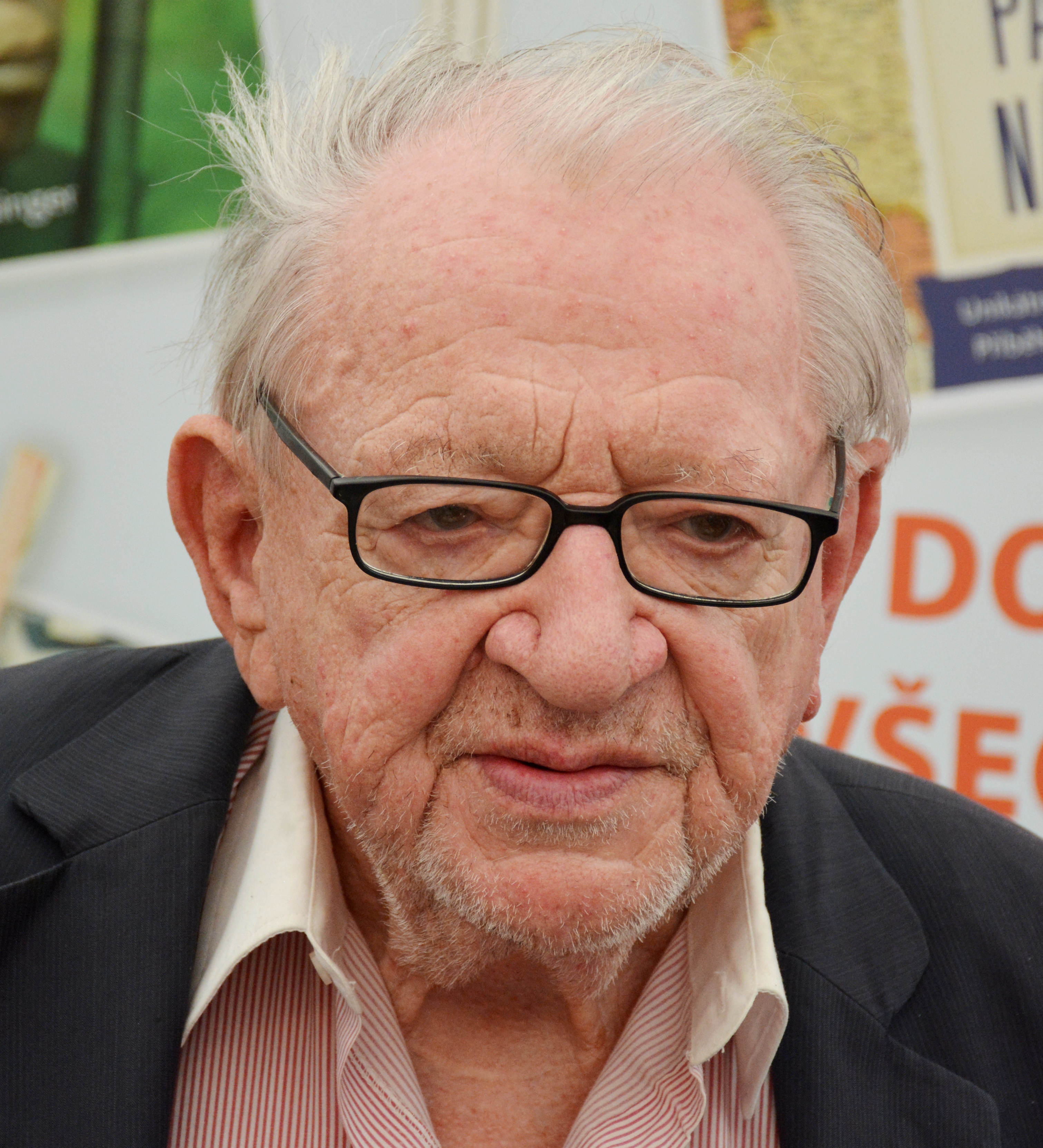
Miloslav Stingl en 2015

Miloslav Stingl /ˈmɪloːslav ˈstiːŋɡl/ (19 de diciembre de 1930 – 11 de mayo de 2020) fue un etnólogo, viajero y escritor checo; fue experto en la cultura maya y en la historia de la América precolombina.
Stingl nació en Bílina. Estudió Derecho Internacional en la Facultad de Artes de la Universidad Carolina en Praga antes de dedicarse a la etnografía. Trabajó durante diez años en la Academia Checoslovaca de Ciencias, de 1962 a 1972. Stingl fue firmante de la Anticharta [cs], una condena de la Carta 77. Sin embargo, Stingl firmó sin conocer el contenido de la Carta y posteriormente se arrepintió de su participación.